# Episcopado Católico na Guiné-Bissau
O Episcopado Católico na Guiné-Bissau consiste no conjunto de Bispos guineenses, em funções canónicas na Guiné-Bissau.
O Episcopado Guineense é actualmente constituído por 3 Bispos.

## Dioceses
| Diocese           | Criação | Ordinário                         | Idade          | Nomeação |
| ----------------- | ------- | --------------------------------- | -------------- | -------- |
| Diocese de Bissau | 1977    | D. José Câmnate na Bissign        | 1953 (71 anos) | 1999     |
| Diocese de Bissau | 1977    | D. José Lampra Cà, Bispo Auxiliar | 1964 (61 anos) | 2011     |
| Diocese de Bafatá | 2001    | D. Carlos Pedro Zilli, P.I.M.E.   | 1954 (70 anos) | 2001     |

Núncio Apostólico
| Prelado                                                       | Idade   | Título            | Carreira                                                                  |
| ------------------------------------------------------------- | ------- | ----------------- | ------------------------------------------------------------------------- |
| Michael Wallace Banach Estados Unidos, 19 de Novembro de 1962 | 62 anos | Arcebispo Titular | 2016– Núncio Apostólico na Mauritânia, Guiné-Bissau, Cabo Verde e Senegal |

## Bispos Diocesanos
| Prelado                                                     | Idade   | Título          | Carreira              |
| ----------------------------------------------------------- | ------- | --------------- | --------------------- |
| D. José Câmnate na Bissign Guiné-Bissau, 28 de Maio de 1953 | 71 anos | Bispo de Bissau | 1999– Bispo de Bissau |
| D. Carlos Pedro Zilli Brasil, 7 de Outubro de 1954          | 70 anos | Bispo de Bafatá | 2001– Bispo de Bafatá |

## Bispos Titulares
| Prelado                                              | Idade   | Título                   | Carreira                       |
| ---------------------------------------------------- | ------- | ------------------------ | ------------------------------ |
| D. José Lampra Cà Guiné-Bissau, 5 de Janeiro de 1964 | 61 anos | Bispo Auxiliar de Bissau | 2011– Bispo Auxiliar de Bissau |